# 1979 en els vols espacials
Aquest article és una llista d'esdeveniments de vols espacials relacionats que es van produir el 1979.

## Llançaments
| Data i hora (UTC)       | Coet | Coet                                   | Plataforma de llançament                                            | Plataforma de llançament                                            | LSP                    | LSP                                                                                                 |
| ----------------------- | --- | -------------------------------------- | ------------------------------------------------------------------- | ------------------------------------------------------------------- | ---------------------- | --------------------------------------------------------------------------------------------------- |
| Data i hora (UTC)       | Càrrega útil | Operador                               | Òrbita                                                              | Funció                                                              | Deteriorament (UTC)    | Resultat                                                                                            |
| Data i hora (UTC)       | Comentaris |                                        |                                                                     |                                                                     |                        | |
| 11 de gener ?:??:??     | Unió Soviètica - Soiuz-U | Unió Soviètica - Soiuz-U               | Unió Soviètica - Plesetsk Cosmodrome zona de llançament desconeguda | Unió Soviètica - Plesetsk Cosmodrome zona de llançament desconeguda | Unió Soviètica         | Unió Soviètica                                                                                      |
| 11 de gener ?:??:??     | Unió Soviètica - Kosmos 1070 |                                        | Terrestre Baixa (62.8 graus d'inclinació)                           |                                                                     | Desconegut             | Reeixit                                                                                             |
| 11 de gener ?:??:??     | Càrrega militar (5500 kg) |                                        |                                                                     |                                                                     |                        | |
| 13 de gener ?:??:??     | Unió Soviètica - Soiuz-U | Unió Soviètica - Soiuz-U               | Unió Soviètica - Plesetsk Cosmodrome zona de llançament desconeguda | Unió Soviètica - Plesetsk Cosmodrome zona de llançament desconeguda | Unió Soviètica         | Unió Soviètica                                                                                      |
| 13 de gener ?:??:??     | Unió Soviètica - Kosmos 1071 |                                        | Terrestre Baixa (62.8 graus d'inclinació)                           |                                                                     | Desconegut             | Reeixit                                                                                             |
| 13 de gener ?:??:??     | Càrrega militar (6000 kg) |                                        |                                                                     |                                                                     |                        | |
| 16 de gener ?:??:??     | Unió Soviètica - Kosmos-3M | Unió Soviètica - Kosmos-3M             | Unió Soviètica - Plesetsk Cosmodrome zona de llançament desconeguda | Unió Soviètica - Plesetsk Cosmodrome zona de llançament desconeguda | Unió Soviètica         | Unió Soviètica                                                                                      |
| 16 de gener ?:??:??     | Unió Soviètica - Kosmos 1072 |                                        | Terrestre Baixa (82.9 graus d'inclinació)                           |                                                                     | Desconegut             | Reeixit                                                                                             |
| 16 de gener ?:??:??     | Càrrega militar (810 kg) |                                        |                                                                     |                                                                     |                        | |
| 18 de gener ?:??:??     | Unió Soviètica - Molniya-M | Unió Soviètica - Molniya-M             | Unió Soviètica - Plesetsk Cosmodrome zona de llançament 43/3        | Unió Soviètica - Plesetsk Cosmodrome zona de llançament 43/3        | Unió Soviètica         | Unió Soviètica                                                                                      |
| 18 de gener ?:??:??     | Unió Soviètica - Molniya 3-11 |                                        | òrbita extremadament el·líptica (64.1 graus d'inclinació)           |                                                                     | Desconegut             | Reeixit                                                                                             |
| 18 de gener ?:??:??     | Càrrega civil (1750 kg) |                                        |                                                                     |                                                                     |                        | |
| 25 de gener ?:??:??     | Unió Soviètica - Vostok-M | Unió Soviètica - Vostok-M              | Unió Soviètica - Baikonur Cosmodrome zona de llançament desconeguda | Unió Soviètica - Baikonur Cosmodrome zona de llançament desconeguda | Unió Soviètica         | Unió Soviètica                                                                                      |
| 25 de gener ?:??:??     | Unió Soviètica - Meteor-prigoda 2 (Meteor 1-29) |                                        | SSO                                                                 |                                                                     | Desconegut             | Reeixit                                                                                             |
| 25 de gener ?:??:??     | Càrrega civil (1100 kg) |                                        |                                                                     |                                                                     |                        | |
| 30 de gener ?:??:??     | Estats Units - Delta 2914 | Estats Units - Delta 2914              | Estats Units - Cape Canaveral pad LC 17B                            | Estats Units - Cape Canaveral pad LC 17B                            | Estats Units           | Estats Units                                                                                        |
| 30 de gener ?:??:??     | Estats Units - SCATHA |                                        | òrbita extremadament el·líptica (4.9 graus d'inclinació)            |                                                                     | Desconegut             | Reeixit                                                                                             |
| 30 de gener ?:??:??     | Càrrega militar (659 kg) |                                        |                                                                     |                                                                     |                        | |
| 30 de gener ?:??:??     | Unió Soviètica - Soiuz-U | Unió Soviètica - Soiuz-U               | Unió Soviètica - Plesetsk Cosmodrome zona de llançament desconeguda | Unió Soviètica - Plesetsk Cosmodrome zona de llançament desconeguda | Unió Soviètica         | Unió Soviètica                                                                                      |
| 30 de gener ?:??:??     | Unió Soviètica - Kosmos 1073 |                                        | Terrestre Baixa (62.8 graus d'inclinació)                           |                                                                     | Desconegut             | Reeixit                                                                                             |
| 30 de gener ?:??:??     | Càrrega militar (6000 kg) |                                        |                                                                     |                                                                     |                        | |
| 31 de gener ?:??:??     | Unió Soviètica - Soiuz-U | Unió Soviètica - Soiuz-U               | Unió Soviètica - Baikonur Cosmodrome zona de llançament desconeguda | Unió Soviètica - Baikonur Cosmodrome zona de llançament desconeguda | Unió Soviètica         | Unió Soviètica                                                                                      |
| 31 de gener ?:??:??     | Unió Soviètica - Kosmos 1074 |                                        | Terrestre Baixa (51.6 graus d'inclinació)                           |                                                                     | Desconegut             | Reeixit                                                                                             |
| 31 de gener ?:??:??     | Càrrega militar (7000 kg) |                                        |                                                                     |                                                                     |                        | |
| 6 de febrer ?:??:??     | Japó - N-I | Japó - N-I                             | Japó - Tanegashima, Osaki launch complex                            | Japó - Tanegashima, Osaki launch complex                            | Japó                   | Japó                                                                                                |
| 6 de febrer ?:??:??     | Japó - Ayame 1 (ECS A) |                                        | òrbita extremadament el·líptica (0.7 graus d'inclinació)            |                                                                     | Desconegut             | La nau espacial va fallar després del reinici de la 3a etapa                                        |
| 6 de febrer ?:??:??     | Càrrega civil (260 kg) |                                        |                                                                     |                                                                     |                        | |
| 8 de febrer ?:??:??     | Unió Soviètica - Kosmos-3M | Unió Soviètica - Kosmos-3M             | Unió Soviètica - Plesetsk Cosmodrome zona de llançament desconeguda | Unió Soviètica - Plesetsk Cosmodrome zona de llançament desconeguda | Unió Soviètica         | Unió Soviètica                                                                                      |
| 8 de febrer ?:??:??     | Unió Soviètica - Kosmos 1075 |                                        | Terrestre Baixa (65.8 graus d'inclinació)                           |                                                                     | Desconegut             | Reeixit                                                                                             |
| 8 de febrer ?:??:??     | Càrrega militar (1080 kg) |                                        |                                                                     |                                                                     |                        | |
| 12 de febrer ?:??:??    | Unió Soviètica - Tsyklon-3 (Cyclone-3) | Unió Soviètica - Tsyklon-3 (Cyclone-3) | Unió Soviètica - Plesetsk Cosmodrome pad LC 32/2                    | Unió Soviètica - Plesetsk Cosmodrome pad LC 32/2                    | Unió Soviètica         | Unió Soviètica                                                                                      |
| 12 de febrer ?:??:??    | Unió Soviètica - Kosmos 1076 |                                        | Terrestre Baixa (82.5 graus d'inclinació)                           |                                                                     | Desconegut             | Reeixit                                                                                             |
| 12 de febrer ?:??:??    | Càrrega militar (1900 kg) |                                        |                                                                     |                                                                     |                        | |
| 13 de febrer ?:??:??    | Unió Soviètica - Vostok-M | Unió Soviètica - Vostok-M              | Unió Soviètica - Plesetsk Cosmodrome zona de llançament desconeguda | Unió Soviètica - Plesetsk Cosmodrome zona de llançament desconeguda | Unió Soviètica         | Unió Soviètica                                                                                      |
| 13 de febrer ?:??:??    | Unió Soviètica - Kosmos 1077 |                                        | Terrestre Baixa (81.2 graus d'inclinació)                           |                                                                     | Desconegut             | Reeixit                                                                                             |
| 13 de febrer ?:??:??    | Càrrega militar (2500 kg) |                                        |                                                                     |                                                                     |                        | |
| 16 de febrer ?:??:??    | Unió Soviètica - Soiuz-U | Unió Soviètica - Soiuz-U               | Unió Soviètica - Plesetsk Cosmodrome pad LC 41                      | Unió Soviètica - Plesetsk Cosmodrome pad LC 41                      | Unió Soviètica         | Unió Soviètica                                                                                      |
| 16 de febrer ?:??:??    | Unió Soviètica - Kosmos (number not assigned) |                                        | no                                                                  |                                                                     | 16 de febrer 1979      | Es va fallar en assolir l'òrbita                                                                    |
| 16 de febrer ?:??:??    | Càrrega militar |                                        |                                                                     |                                                                     |                        | |
| 18 de febrer ?:??:??    | Estats Units - Scout D-1 S202C | Estats Units - Scout D-1 S202C         | Estats Units - Wallops pad LA3                                      | Estats Units - Wallops pad LA3                                      | Estats Units           | Estats Units                                                                                        |
| 18 de febrer ?:??:??    | Estats Units - SAGE |                                        | Desconegut                                                          |                                                                     | Desconegut             | Reeixit                                                                                             |
| 18 de febrer ?:??:??    | Càrrega civil (147 kg) |                                        |                                                                     |                                                                     |                        | |
| 21 de febrer ?:??:??    | Japó - Mu-3C | Japó - Mu-3C                           | Japó - Tanegashima, Mu launch complex                               | Japó - Tanegashima, Mu launch complex                               | Japó                   | Japó                                                                                                |
| 21 de febrer ?:??:??    | Japó - Hakucho (CORSA B) |                                        | Terrestre Baixa (29.9 graus d'inclinació)                           |                                                                     | 16 d'abril 1985        | Reeixit                                                                                             |
| 21 de febrer ?:??:??    | Càrrega civil (100 kg) |                                        |                                                                     |                                                                     |                        | |
| 21 de febrer ?:??:??    | Unió Soviètica - Proton-K/DM | Unió Soviètica - Proton-K/DM           | Unió Soviètica - Baikonur Cosmodrome, pad LC 200P (pad 40)          | Unió Soviètica - Baikonur Cosmodrome, pad LC 200P (pad 40)          | Unió Soviètica         | Unió Soviètica                                                                                      |
| 21 de febrer ?:??:??    | Unió Soviètica - Ekran 3 |                                        | GEO                                                                 |                                                                     | Desconegut             | Reeixit                                                                                             |
| 21 de febrer ?:??:??    | Càrrega civil (1970 kg) |                                        |                                                                     |                                                                     |                        | |
| 22 de febrer ?:??:??    | Unió Soviètica - Soiuz-U | Unió Soviètica - Soiuz-U               | Unió Soviètica - Plesetsk Cosmodrome zona de llançament desconeguda | Unió Soviètica - Plesetsk Cosmodrome zona de llançament desconeguda | Unió Soviètica         | Unió Soviètica                                                                                      |
| 22 de febrer ?:??:??    | Unió Soviètica - Kosmos 1078 |                                        | Terrestre Baixa (72.9 graus d'inclinació)                           |                                                                     | Desconegut             | Reeixit                                                                                             |
| 22 de febrer ?:??:??    | Càrrega militar (6000 kg) |                                        |                                                                     |                                                                     |                        | |
| 24 de febrer ?:??:??    | Estats Units - Atlas F | Estats Units - Atlas F                 | Estats Units - Vandenberg pad SLC 3W                                | Estats Units - Vandenberg pad SLC 3W                                | Estats Units           | Estats Units                                                                                        |
| 24 de febrer ?:??:??    | Estats Units - Solwind |                                        | Terrestre Baixa (97.8 graus d'inclinació)                           |                                                                     | Desconegut             | Reeixit                                                                                             |
| 24 de febrer ?:??:??    | Càrrega militar (1331 kg) |                                        |                                                                     |                                                                     |                        | |
| 25 de febrer 11:53:49   | Unió Soviètica - Soiuz-U | Unió Soviètica - Soiuz-U               | Unió Soviètica - Baikonur Site 31/6                                 | Unió Soviètica - Baikonur Site 31/6                                 | Unió Soviètica         | Unió Soviètica                                                                                      |
| 25 de febrer 11:53:49   | Unió Soviètica - Soiuz 32 |                                        | Terrestre Baixa (Salyut 6)                                          | Salyut 6 EO-3                                                       | 13 de juny 16:18:26    | Reeixit                                                                                             |
| 25 de febrer 11:53:49   | Vol tripulat amb dos cosmonautes, es va mantenir en òrbita passada la seva vida de disseny a causa de l'error del Soiuz 33, va tornar a la Terra sense tripulació                                                              |                                        |                                                                     |                                                                     |                        | |
| 27 de febrer ?:??:??    | Unió Soviètica - Kosmos-3M | Unió Soviètica - Kosmos-3M             | Unió Soviètica - Plesetsk Cosmodrome pad LC 132/2                   | Unió Soviètica - Plesetsk Cosmodrome pad LC 132/2                   | Unió Soviètica         | Unió Soviètica                                                                                      |
| 27 de febrer ?:??:??    | Unió Soviètica - Interkosmos 19 |                                        | Terrestre Baixa (74.0 graus d'inclinació)                           |                                                                     | Desconegut             | Reeixit                                                                                             |
| 27 de febrer ?:??:??    | Càrrega civil (1015 kg) |                                        |                                                                     |                                                                     |                        | |
| 27 de febrer ?:??:??    | Unió Soviètica - Soiuz-U | Unió Soviètica - Soiuz-U               | Unió Soviètica - Plesetsk Cosmodrome pad LC 43/3                    | Unió Soviètica - Plesetsk Cosmodrome pad LC 43/3                    | Unió Soviètica         | Unió Soviètica                                                                                      |
| 27 de febrer ?:??:??    | Unió Soviètica - Kosmos 1079 |                                        | Terrestre Baixa (67.1 graus d'inclinació)                           |                                                                     | Desconegut             | Reeixit                                                                                             |
| 27 de febrer ?:??:??    | Càrrega militar (6700 kg) |                                        |                                                                     |                                                                     |                        | |
| 1 de març ?:??:??       | Unió Soviètica - Vostok-M | Unió Soviètica - Vostok-M              | Unió Soviètica - Plesetsk Cosmodrome zona de llançament desconeguda | Unió Soviètica - Plesetsk Cosmodrome zona de llançament desconeguda | Unió Soviètica         | Unió Soviètica                                                                                      |
| 1 de març ?:??:??       | Unió Soviètica - Meteor 2-4 |                                        | Terrestre Baixa (81.2 graus d'inclinació)                           |                                                                     | Desconegut             | Reeixit                                                                                             |
| 1 de març ?:??:??       | Càrrega civil (1300 kg) |                                        |                                                                     |                                                                     |                        | |
| 12 de març ?:??:??      | Unió Soviètica - Soiuz-U | Unió Soviètica - Soiuz-U               | Unió Soviètica - Baikonur Cosmodrome pad LC 31                      | Unió Soviètica - Baikonur Cosmodrome pad LC 31                      | Unió Soviètica         | Unió Soviètica                                                                                      |
| 12 de març ?:??:??      | Unió Soviètica - Progress 5 |                                        | òrbita del Salyut 6 (Terrestre Baixa (51.6 graus d'inclinació))     |                                                                     | Desconegut             | Reeixit                                                                                             |
| 12 de març ?:??:??      | Càrrega civil (7020 kg) |                                        |                                                                     |                                                                     |                        | |
| 14 de març ?:??:??      | Unió Soviètica - Soiuz-U | Unió Soviètica - Soiuz-U               | Unió Soviètica - Plesetsk Cosmodrome zona de llançament desconeguda | Unió Soviètica - Plesetsk Cosmodrome zona de llançament desconeguda | Unió Soviètica         | Unió Soviètica                                                                                      |
| 14 de març ?:??:??      | Unió Soviètica - Kosmos 1080 |                                        | Terrestre Baixa (72.8 graus d'inclinació)                           |                                                                     | Desconegut             | Reeixit                                                                                             |
| 14 de març ?:??:??      | Càrrega militar (6700 kg) |                                        |                                                                     |                                                                     |                        | |
| 15 de març ?:??:??      | Unió Soviètica - Kosmos-3M | Unió Soviètica - Kosmos-3M             | Unió Soviètica - Plesetsk Cosmodrome zona de llançament desconeguda | Unió Soviètica - Plesetsk Cosmodrome zona de llançament desconeguda | Unió Soviètica         | Unió Soviètica                                                                                      |
| 15 de març ?:??:??      | Unió Soviètica - Kosmos 1081–1088 |                                        | Terrestre Baixa (74.0 graus d'inclinació)                           |                                                                     | Desconegut             | Reeixit                                                                                             |
| 15 de març ?:??:??      | Càrrega militar (8x61 kg) |                                        |                                                                     |                                                                     |                        | |
| 16 de març ?:??:??      | Estats Units - Titan 3D | Estats Units - Titan 3D                | Estats Units - Vandenberg pad SLC 4E                                | Estats Units - Vandenberg pad SLC 4E                                | Estats Units           | Estats Units                                                                                        |
| 16 de març ?:??:??      | Estats Units - Unknown |                                        | SSO                                                                 |                                                                     | Desconegut             | Reeixit                                                                                             |
| 16 de març ?:??:??      | Càrrega militar (13300 kg to SSO, 60 kg to LEO (95.8 degrees)) |                                        |                                                                     |                                                                     |                        | |
| 21 de març ?:??:??      | Unió Soviètica - Kosmos-3M | Unió Soviètica - Kosmos-3M             | Unió Soviètica - Plesetsk Cosmodrome zona de llançament desconeguda | Unió Soviètica - Plesetsk Cosmodrome zona de llançament desconeguda | Unió Soviètica         | Unió Soviètica                                                                                      |
| 21 de març ?:??:??      | Unió Soviètica - Kosmos 1089 |                                        | Terrestre Baixa (83.0 graus d'inclinació)                           |                                                                     | Desconegut             | Reeixit                                                                                             |
| 21 de març ?:??:??      | Càrrega militar (810 kg) |                                        |                                                                     |                                                                     |                        | |
| 31 de març ?:??:??      | Unió Soviètica - Soiuz-U | Unió Soviètica - Soiuz-U               | Unió Soviètica - Plesetsk Cosmodrome zona de llançament desconeguda | Unió Soviètica - Plesetsk Cosmodrome zona de llançament desconeguda | Unió Soviètica         | Unió Soviètica                                                                                      |
| 31 de març ?:??:??      | Unió Soviètica - Kosmos 1090 |                                        | Terrestre Baixa (72.9 graus d'inclinació)                           |                                                                     | Desconegut             | Reeixit                                                                                             |
| 31 de març ?:??:??      | Càrrega militar (5500 kg) |                                        |                                                                     |                                                                     |                        | |
| 7 d'abril ?:??:??       | Unió Soviètica - Kosmos-3M | Unió Soviètica - Kosmos-3M             | Unió Soviètica - Plesetsk Cosmodrome zona de llançament desconeguda | Unió Soviètica - Plesetsk Cosmodrome zona de llançament desconeguda | Unió Soviètica         | Unió Soviètica                                                                                      |
| 7 d'abril ?:??:??       | Unió Soviètica - Kosmos 1091 |                                        | Terrestre Baixa (82.9 graus d'inclinació)                           |                                                                     | Desconegut             | Reeixit                                                                                             |
| 7 d'abril ?:??:??       | Càrrega militar (810 kg) |                                        |                                                                     |                                                                     |                        | |
| 10 d'abril 17:34:34     | Unió Soviètica - Soiuz-U | Unió Soviètica - Soiuz-U               | Unió Soviètica - Baikonur Site 31/6                                 | Unió Soviètica - Baikonur Site 31/6                                 | Unió Soviètica         | Unió Soviètica                                                                                      |
| 10 d'abril 17:34:34     | Unió Soviètica - Soiuz 33 |                                        | Terrestre Baixa (Destinat: Salyut 6)                                | Taxi flight                                                         | 12 d'abril 16:35       | Error del vehicle                                                                                   |
| 10 d'abril 17:34:34     | Vol tripulat amb dos cosmonautes, primer búlgar a l'espai, el motor principal va fallar durant les maniobres de l'encontre, es va avortar l'acoblament i la nau espacial va ser desorbitada utilitzant els motors de seguretat |                                        |                                                                     |                                                                     |                        | |
| 11 d'abril ?:??:??      | Unió Soviètica - Kosmos-3M | Unió Soviètica - Kosmos-3M             | Unió Soviètica - Plesetsk Cosmodrome zona de llançament desconeguda | Unió Soviètica - Plesetsk Cosmodrome zona de llançament desconeguda | Unió Soviètica         | Unió Soviètica                                                                                      |
| 11 d'abril ?:??:??      | Unió Soviètica - Kosmos 1092 |                                        | Terrestre Baixa (82.9 graus d'inclinació)                           |                                                                     | Desconegut             | Reeixit                                                                                             |
| 11 d'abril ?:??:??      | Càrrega militar (810 kg) |                                        |                                                                     |                                                                     |                        | |
| 12 d'abril ?:??:??      | Unió Soviètica - Molniya-M | Unió Soviètica - Molniya-M             | Unió Soviètica - Plesetsk Cosmodrome zona de llançament desconeguda | Unió Soviètica - Plesetsk Cosmodrome zona de llançament desconeguda | Unió Soviètica         | Unió Soviètica                                                                                      |
| 12 d'abril ?:??:??      | Unió Soviètica - Molniya 1-43 |                                        | òrbita extremadament el·líptica (64.9 graus d'inclinació)           |                                                                     | Desconegut             | Reeixit                                                                                             |
| 12 d'abril ?:??:??      | Càrrega civil (1600 kg) |                                        |                                                                     |                                                                     |                        | |
| 14 d'abril ?:??:??      | Unió Soviètica - Vostok-M | Unió Soviètica - Vostok-M              | Unió Soviètica - Plesetsk Cosmodrome pad LC 90                      | Unió Soviètica - Plesetsk Cosmodrome pad LC 90                      | Unió Soviètica         | Unió Soviètica                                                                                      |
| 14 d'abril ?:??:??      | Unió Soviètica - Kosmos 1093 |                                        | Terrestre Baixa (81.2 graus d'inclinació)                           |                                                                     | Desconegut             | Reeixit                                                                                             |
| 14 d'abril ?:??:??      | Càrrega militar (2500 kg) |                                        |                                                                     |                                                                     |                        | |
| 18 d'abril ?:??:??      | Unió Soviètica - Tsyklon-2 (Cyclone-2) | Unió Soviètica - Tsyklon-2 (Cyclone-2) | Unió Soviètica - Baikonur Cosmodrome pad LC 90                      | Unió Soviètica - Baikonur Cosmodrome pad LC 90                      | Unió Soviètica         | Unió Soviètica                                                                                      |
| 18 d'abril ?:??:??      | Unió Soviètica - Kosmos 1094 |                                        | Terrestre Baixa (65.0 graus d'inclinació)                           |                                                                     | Desconegut             | Reeixit                                                                                             |
| 18 d'abril ?:??:??      | Càrrega militar (3000 kg) |                                        |                                                                     |                                                                     |                        | |
| 20 d'abril ?:??:??      | Unió Soviètica - Soiuz-U | Unió Soviètica - Soiuz-U               | Unió Soviètica - Plesetsk Cosmodrome zona de llançament desconeguda | Unió Soviètica - Plesetsk Cosmodrome zona de llançament desconeguda | Unió Soviètica         | Unió Soviètica                                                                                      |
| 20 d'abril ?:??:??      | Unió Soviètica - Kosmos 1095 |                                        | Terrestre Baixa (72.8 graus d'inclinació)                           |                                                                     | Desconegut             | Reeixit                                                                                             |
| 20 d'abril ?:??:??      | Càrrega militar (6000 kg) |                                        |                                                                     |                                                                     |                        | |
| 25 d'abril ?:??:??      | Unió Soviètica - Proton-K/DM | Unió Soviètica - Proton-K/DM           | Unió Soviètica - Baikonur Cosmodrome, pad LC 200P (pad 40)          | Unió Soviètica - Baikonur Cosmodrome, pad LC 200P (pad 40)          | Unió Soviètica         | Unió Soviètica                                                                                      |
| 25 d'abril ?:??:??      | Unió Soviètica - Raduga 5 |                                        | GEO                                                                 |                                                                     | Desconegut             | Reeixit                                                                                             |
| 25 d'abril ?:??:??      | Càrrega militar (1965 kg) |                                        |                                                                     |                                                                     |                        | |
| 25 d'abril ?:??:??      | Unió Soviètica - Tsyklon-2 (Cyclone-2) | Unió Soviètica - Tsyklon-2 (Cyclone-2) | Unió Soviètica - Baikonur Cosmodrome pad LC 90                      | Unió Soviètica - Baikonur Cosmodrome pad LC 90                      | Unió Soviètica         | Unió Soviètica                                                                                      |
| 25 d'abril ?:??:??      | Unió Soviètica - Kosmos 1096 |                                        | Terrestre Baixa (65.0 graus d'inclinació)                           |                                                                     | Desconegut             | Reeixit                                                                                             |
| 25 d'abril ?:??:??      | Càrrega militar (4000 kg) |                                        |                                                                     |                                                                     |                        | |
| 27 d'abril ?:??:??      | Unió Soviètica - Soiuz-U | Unió Soviètica - Soiuz-U               | Unió Soviètica - Plesetsk Cosmodrome pad LC 43/3                    | Unió Soviètica - Plesetsk Cosmodrome pad LC 43/3                    | Unió Soviètica         | Unió Soviètica                                                                                      |
| 27 d'abril ?:??:??      | Unió Soviètica - Kosmos 1097 |                                        | Terrestre Baixa (62.7 graus d'inclinació)                           |                                                                     | Desconegut             | Reeixit                                                                                             |
| 27 d'abril ?:??:??      | Càrrega militar (6700 kg) |                                        |                                                                     |                                                                     |                        | |
| 4 de maig ?:??:??       | Estats Units - Atlas SLV 3D | Estats Units - Atlas SLV 3D            | Estats Units - Cape Canaveral pad LC 36A                            | Estats Units - Cape Canaveral pad LC 36A                            | Estats Units           | Estats Units                                                                                        |
| 4 de maig ?:??:??       | Estats Units - Fltsatcom-2 |                                        | GTO                                                                 |                                                                     | Desconegut             | Reeixit                                                                                             |
| 4 de maig ?:??:??       | Càrrega militar (1884 kg) |                                        |                                                                     |                                                                     |                        | |
| 13 de maig ?:??:??      | Unió Soviètica - Soiuz-U | Unió Soviètica - Soiuz-U               | Unió Soviètica - Baikonur Cosmodrome pad LC 31                      | Unió Soviètica - Baikonur Cosmodrome pad LC 31                      | Unió Soviètica         | Unió Soviètica                                                                                      |
| 13 de maig ?:??:??      | Unió Soviètica - Progress 6 |                                        | òrbita de la Salyut 6 (51.6 graus d'inclinació)                     |                                                                     | Desconegut             | Reeixit                                                                                             |
| 13 de maig ?:??:??      | Càrrega civil (7020 kg) |                                        |                                                                     |                                                                     |                        | |
| 15 de maig ?:??:??      | Unió Soviètica - Soiuz-U | Unió Soviètica - Soiuz-U               | Unió Soviètica - Plesetsk Cosmodrome zona de llançament desconeguda | Unió Soviètica - Plesetsk Cosmodrome zona de llançament desconeguda | Unió Soviètica         | Unió Soviètica                                                                                      |
| 15 de maig ?:??:??      | Unió Soviètica - Kosmos 1098 |                                        | Terrestre Baixa (72.9 graus d'inclinació)                           |                                                                     | Desconegut             | Reeixit                                                                                             |
| 15 de maig ?:??:??      | Càrrega militar (6000 kg) |                                        |                                                                     |                                                                     |                        | |
| 17 de maig ?:??:??      | Unió Soviètica - Soiuz-U | Unió Soviètica - Soiuz-U               | Unió Soviètica - Plesetsk Cosmodrome LC 43/4                        | Unió Soviètica - Plesetsk Cosmodrome LC 43/4                        | Unió Soviètica         | Unió Soviètica                                                                                      |
| 17 de maig ?:??:??      | Unió Soviètica - Kosmos 1099 |                                        | Terrestre Baixa (81.3 graus d'inclinació)                           |                                                                     | Desconegut             | Reeixit                                                                                             |
| 17 de maig ?:??:??      | Càrrega militar (6000 kg) |                                        |                                                                     |                                                                     |                        | |
| 22 de maig ?:??:??      | Unió Soviètica - Proton-K | Unió Soviètica - Proton-K              | Unió Soviètica - Baikonur Cosmodrome, pad LC 81P (pad 24)           | Unió Soviètica - Baikonur Cosmodrome, pad LC 81P (pad 24)           | Unió Soviètica         | Unió Soviètica                                                                                      |
| 22 de maig ?:??:??      | Unió Soviètica - Kosmos 1100 Kosmos 1101 |                                        | Terrestre Baixa (51.6 graus d'inclinació)                           |                                                                     | Desconegut             | Reeixit                                                                                             |
| 22 de maig ?:??:??      | Càrrega militar (2x9000 kg) |                                        |                                                                     |                                                                     |                        | |
| 25 de maig ?:??:??      | Unió Soviètica - Soiuz-U | Unió Soviètica - Soiuz-U               | Unió Soviètica - Plesetsk Cosmodrome pad LC 41/1                    | Unió Soviètica - Plesetsk Cosmodrome pad LC 41/1                    | Unió Soviètica         | Unió Soviètica                                                                                      |
| 25 de maig ?:??:??      | Unió Soviètica - Kosmos 1102 |                                        | Terrestre Baixa (81.3 graus d'inclinació)                           |                                                                     | Desconegut             | Reeixit                                                                                             |
| 25 de maig ?:??:??      | Càrrega militar (5500 kg) |                                        |                                                                     |                                                                     |                        | |
| 28 de maig ?:??:??      | Estats Units - Titan 3B/Agena | Estats Units - Titan 3B/Agena          | Estats Units - Vandenberg pad SLC 4W                                | Estats Units - Vandenberg pad SLC 4W                                | Estats Units           | Estats Units                                                                                        |
| 28 de maig ?:??:??      | Estats Units - Unknown |                                        | SSO                                                                 |                                                                     | Desconegut             | Reeixit                                                                                             |
| 28 de maig ?:??:??      | Càrrega militar (4000 kg) |                                        |                                                                     |                                                                     |                        | |
| 31 de maig ?:??:??      | Unió Soviètica - Soiuz-U | Unió Soviètica - Soiuz-U               | Unió Soviètica - Plesetsk Cosmodrome zona de llançament desconeguda | Unió Soviètica - Plesetsk Cosmodrome zona de llançament desconeguda | Unió Soviètica         | Unió Soviètica                                                                                      |
| 31 de maig ?:??:??      | Unió Soviètica - Kosmos 1103 |                                        | Terrestre Baixa (62.7 graus d'inclinació)                           |                                                                     | Desconegut             | Reeixit                                                                                             |
| 31 de maig ?:??:??      | Càrrega militar (6000 kg) |                                        |                                                                     |                                                                     |                        | |
| 31 de maig ?:??:??      | Unió Soviètica - Kosmos-3M | Unió Soviètica - Kosmos-3M             | Unió Soviètica - Plesetsk Cosmodrome zona de llançament desconeguda | Unió Soviètica - Plesetsk Cosmodrome zona de llançament desconeguda | Unió Soviètica         | Unió Soviètica                                                                                      |
| 31 de maig ?:??:??      | Unió Soviètica - Kosmos 1104 |                                        | Terrestre Baixa (82.9 graus d'inclinació)                           |                                                                     | Desconegut             | Reeixit                                                                                             |
| 31 de maig ?:??:??      | Càrrega militar (810 kg) |                                        |                                                                     |                                                                     |                        | |
| 2 de juny ?:??:??       | Estats Units - Scout D-1 S198C | Estats Units - Scout D-1 S198C         | Estats Units - Wallops pad LA3                                      | Estats Units - Wallops pad LA3                                      | Estats Units           | Estats Units                                                                                        |
| 2 de juny ?:??:??       | Gran Bretanya - Ariel 6 |                                        | Desconegut                                                          |                                                                     | Desconegut             | Reeixit                                                                                             |
| 2 de juny ?:??:??       | Càrrega civil |                                        |                                                                     |                                                                     |                        | |
| 5 de juny ?:??:??       | Unió Soviètica - Molniya-M | Unió Soviètica - Molniya-M             | Unió Soviètica - Plesetsk Cosmodrome pad LC 43/4                    | Unió Soviètica - Plesetsk Cosmodrome pad LC 43/4                    | Unió Soviètica         | Unió Soviètica                                                                                      |
| 5 de juny ?:??:??       | Unió Soviètica - Molniya 3-12 |                                        | òrbita extremadament el·líptica (72.9 graus d'inclinació)           |                                                                     | Desconegut             | Reeixit                                                                                             |
| 5 de juny ?:??:??       | Càrrega civil (1750 kg) |                                        |                                                                     |                                                                     |                        | |
| 6 de juny 18:12:41      | Unió Soviètica - Soiuz-U | Unió Soviètica - Soiuz-U               | Unió Soviètica - Baikonur Site 31/5                                 | Unió Soviètica - Baikonur Site 31/5                                 | Unió Soviètica         | Unió Soviètica                                                                                      |
| 6 de juny 18:12:41      | Unió Soviètica - Soiuz 34 |                                        | Terrestre Baixa (Salyut 6)                                          | Retorn de tripulació                                                | 19 d'agost 12:29       | Reeixit                                                                                             |
| 6 de juny 18:12:41      | Es va llançar sense tripulació per substituir el Soiuz 32 que va sobrepassar la seva vida de disseny, va aterrar amb dos cosmonautes                                                                                           |                                        |                                                                     |                                                                     |                        | |
| 7 de juny ?:??:??       | Unió Soviètica - Kosmos-3M | Unió Soviètica - Kosmos-3M             | Unió Soviètica - Kapustin Iar pad LC 107                            | Unió Soviètica - Kapustin Iar pad LC 107                            | Unió Soviètica         | Unió Soviètica                                                                                      |
| 7 de juny ?:??:??       | Índia - Bhaskar 1 |                                        | Terrestre Baixa (50.7 graus d'inclinació)                           |                                                                     | Desconegut             | Reeixit                                                                                             |
| 7 de juny ?:??:??       | Càrrega civil (441 kg) |                                        |                                                                     |                                                                     |                        | |
| 8 de juny ?:??:??       | Unió Soviètica - Soiuz-U | Unió Soviètica - Soiuz-U               | Unió Soviètica - Plesetsk Cosmodrome pad LC 41/1                    | Unió Soviètica - Plesetsk Cosmodrome pad LC 41/1                    | Unió Soviètica         | Unió Soviètica                                                                                      |
| 8 de juny ?:??:??       | Unió Soviètica - Kosmos 1105 |                                        | Terrestre Baixa (81.3 graus d'inclinació)                           |                                                                     | Desconegut             | Reeixit                                                                                             |
| 8 de juny ?:??:??       | Càrrega militar (5500 kg) |                                        |                                                                     |                                                                     |                        | |
| 10 de juny ?:??:??      | Estats Units - Titan 3C/Transtage | Estats Units - Titan 3C/Transtage      | Estats Units - Cape Canaveral pad LC 40                             | Estats Units - Cape Canaveral pad LC 40                             | Estats Units           | Estats Units                                                                                        |
| 10 de juny ?:??:??      | Estats Units - DSP 11 |                                        | GEO                                                                 |                                                                     | Desconegut             | Reeixit                                                                                             |
| 10 de juny ?:??:??      | Càrrega militar (1170 kg) |                                        |                                                                     |                                                                     |                        | |
| 12 de juny ?:??:??      | Unió Soviètica - Soiuz-U | Unió Soviètica - Soiuz-U               | Unió Soviètica - Plesetsk Cosmodrome pad LC 43/4                    | Unió Soviètica - Plesetsk Cosmodrome pad LC 43/4                    | Unió Soviètica         | Unió Soviètica                                                                                      |
| 12 de juny ?:??:??      | Unió Soviètica - Kosmos 1106 |                                        | Terrestre Baixa (81.4 graus d'inclinació)                           |                                                                     | Desconegut             | Reeixit                                                                                             |
| 12 de juny ?:??:??      | Càrrega militar (5500 kg) |                                        |                                                                     |                                                                     |                        | |
| 15 de juny ?:??:??      | Unió Soviètica - Soiuz-U | Unió Soviètica - Soiuz-U               | Unió Soviètica - Plesetsk Cosmodrome zona de llançament desconeguda | Unió Soviètica - Plesetsk Cosmodrome zona de llançament desconeguda | Unió Soviètica         | Unió Soviètica                                                                                      |
| 15 de juny ?:??:??      | Unió Soviètica - Kosmos 1107 |                                        | Terrestre Baixa (72.9 graus d'inclinació)                           |                                                                     | Desconegut             | Reeixit                                                                                             |
| 15 de juny ?:??:??      | Càrrega militar (6000 kg) |                                        |                                                                     |                                                                     |                        | |
| 22 de juny ?:??:??      | Unió Soviètica - Soiuz-U | Unió Soviètica - Soiuz-U               | Unió Soviètica - Plesetsk Cosmodrome pad LC 43/4                    | Unió Soviètica - Plesetsk Cosmodrome pad LC 43/4                    | Unió Soviètica         | Unió Soviètica                                                                                      |
| 22 de juny ?:??:??      | Unió Soviètica - Kosmos 1108 |                                        | Terrestre Baixa (81.3 graus d'inclinació)                           |                                                                     | Desconegut             | Reeixit                                                                                             |
| 22 de juny ?:??:??      | Càrrega militar (5500 kg) |                                        |                                                                     |                                                                     |                        | |
| 27 de juny ?:??:??      | Estats Units - Atlas F | Estats Units - Atlas F                 | Estats Units - Vandenberg pad SLC 3W                                | Estats Units - Vandenberg pad SLC 3W                                | Estats Units           | Estats Units                                                                                        |
| 27 de juny ?:??:??      | Estats Units - NOAA 6 (NOAA A) |                                        | Terrestre Baixa (98.5 graus d'inclinació)                           |                                                                     | Desconegut             | Reeixit                                                                                             |
| 27 de juny ?:??:??      | Càrrega civil (723 kg) |                                        |                                                                     |                                                                     |                        | |
| 27 de juny ?:??:??      | Unió Soviètica - Molniya-M | Unió Soviètica - Molniya-M             | Unió Soviètica - Plesetsk Cosmodrome pad LC 41/1                    | Unió Soviètica - Plesetsk Cosmodrome pad LC 41/1                    | Unió Soviètica         | Unió Soviètica                                                                                      |
| 27 de juny ?:??:??      | Unió Soviètica - Kosmos 1109 |                                        | òrbita extramadament el·líptica (62.9 graus d'inclinació)           |                                                                     | Desconegut             | Reeixit                                                                                             |
| 27 de juny ?:??:??      | Càrrega militar (1250 kg) |                                        |                                                                     |                                                                     |                        | |
| 28 de juny ?:??:??      | Unió Soviètica - Kosmos-3M | Unió Soviètica - Kosmos-3M             | Unió Soviètica - Plesetsk Cosmodrome zona de llançament desconeguda | Unió Soviètica - Plesetsk Cosmodrome zona de llançament desconeguda | Unió Soviètica         | Unió Soviètica                                                                                      |
| 28 de juny ?:??:??      | Unió Soviètica - Kosmos 1110 |                                        | Terrestre Baixa (74.0 graus d'inclinació)                           |                                                                     | Desconegut             | Reeixit                                                                                             |
| 28 de juny ?:??:??      | Càrrega militar (875 kg) |                                        |                                                                     |                                                                     |                        | |
| 28 de juny ?:??:??      | Unió Soviètica - Soiuz-U | Unió Soviètica - Soiuz-U               | Unió Soviètica - Baikonur Cosmodrome pad LC 31                      | Unió Soviètica - Baikonur Cosmodrome pad LC 31                      | Unió Soviètica         | Unió Soviètica                                                                                      |
| 28 de juny ?:??:??      | Unió Soviètica - Progress 7 |                                        | Salyut 6 orbit(51.6 graus d'inclinació)                             |                                                                     | Desconegut             | Reeixit                                                                                             |
| 28 de juny ?:??:??      | Càrrega civil (1020 kg) |                                        |                                                                     |                                                                     |                        | |
| 29 de juny ?:??:??      | Unió Soviètica - Soiuz-U | Unió Soviètica - Soiuz-U               | Unió Soviètica - Plesetsk Cosmodrome zona de llançament desconeguda | Unió Soviètica - Plesetsk Cosmodrome zona de llançament desconeguda | Unió Soviètica         | Unió Soviètica                                                                                      |
| 29 de juny ?:??:??      | Unió Soviètica - Kosmos 1111 |                                        | Terrestre Baixa (62.8 graus d'inclinació)                           |                                                                     | Desconegut             | Reeixit                                                                                             |
| 29 de juny ?:??:??      | Càrrega militar (6000 kg) |                                        |                                                                     |                                                                     |                        | |
| 5 de juliol ?:??:??     | Unió Soviètica - Proton-K/DM | Unió Soviètica - Proton-K/DM           | Unió Soviètica - Baikonur Cosmodrome, pad LC 200P (pad 40)          | Unió Soviètica - Baikonur Cosmodrome, pad LC 200P (pad 40)          | Unió Soviètica         | Unió Soviètica                                                                                      |
| 5 de juliol ?:??:??     | Unió Soviètica - Gorizont 2 |                                        | GEO                                                                 |                                                                     | Desconegut             | Reeixit                                                                                             |
| 5 de juliol ?:??:??     | Càrrega civil (2120 kg) |                                        |                                                                     |                                                                     |                        | |
| 6 de juliol ?:??:??     | Unió Soviètica - Kosmos-3M | Unió Soviètica - Kosmos-3M             | Unió Soviètica - Kapustin Iar pad LC 107                            | Unió Soviètica - Kapustin Iar pad LC 107                            | Unió Soviètica         | Unió Soviètica                                                                                      |
| 6 de juliol ?:??:??     | Unió Soviètica - Kosmos 1112 |                                        | Terrestre Baixa (50.7 graus d'inclinació)                           |                                                                     | Desconegut             | Reeixit                                                                                             |
| 6 de juliol ?:??:??     | Càrrega militar (1190 kg) |                                        |                                                                     |                                                                     |                        | |
| 10 de juliol ?:??:??    | Unió Soviètica - Soiuz-U | Unió Soviètica - Soiuz-U               | Unió Soviètica - Baikonur Cosmodrome zona de llançament desconeguda | Unió Soviètica - Baikonur Cosmodrome zona de llançament desconeguda | Unió Soviètica         | Unió Soviètica                                                                                      |
| 10 de juliol ?:??:??    | Unió Soviètica - Kosmos 1113 |                                        | Terrestre Baixa (65.0 graus d'inclinació)                           |                                                                     | Desconegut             | Reeixit                                                                                             |
| 10 de juliol ?:??:??    | Càrrega militar (6000 kg) |                                        |                                                                     |                                                                     |                        | |
| 11 de juliol ?:??:??    | Unió Soviètica - Kosmos-3M | Unió Soviètica - Kosmos-3M             | Unió Soviètica - Plesetsk Cosmodrome zona de llançament desconeguda | Unió Soviètica - Plesetsk Cosmodrome zona de llançament desconeguda | Unió Soviètica         | Unió Soviètica                                                                                      |
| 11 de juliol ?:??:??    | Unió Soviètica - Kosmos 1114 |                                        | Terrestre Baixa (74.0 graus d'inclinació)                           |                                                                     | Desconegut             | Reeixit                                                                                             |
| 11 de juliol ?:??:??    | Càrrega militar (900 kg) |                                        |                                                                     |                                                                     |                        | |
| 13 de juliol ?:??:??    | Unió Soviètica - Soiuz-U | Unió Soviètica - Soiuz-U               | Unió Soviètica - Plesetsk Cosmodrome pad LC 43/4                    | Unió Soviètica - Plesetsk Cosmodrome pad LC 43/4                    | Unió Soviètica         | Unió Soviètica                                                                                      |
| 13 de juliol ?:??:??    | Unió Soviètica - Kosmos 1115 |                                        | Terrestre Baixa (81.3 graus d'inclinació)                           |                                                                     | Desconegut             | Reeixit                                                                                             |
| 13 de juliol ?:??:??    | Càrrega militar (5500 kg) |                                        |                                                                     |                                                                     |                        | |
| 20 de juliol ?:??:??    | Unió Soviètica - Vostok-M | Unió Soviètica - Vostok-M              | Unió Soviètica - Plesetsk Cosmodrome zona de llançament desconeguda | Unió Soviètica - Plesetsk Cosmodrome zona de llançament desconeguda | Unió Soviètica         | Unió Soviètica                                                                                      |
| 20 de juliol ?:??:??    | Unió Soviètica - Kosmos 1116 |                                        | Terrestre Baixa (81.2 graus d'inclinació)                           |                                                                     | Desconegut             | Reeixit                                                                                             |
| 20 de juliol ?:??:??    | Càrrega militar (2500 kg) |                                        |                                                                     |                                                                     |                        | |
| 25 de juliol ?:??:??    | Unió Soviètica - Soiuz-U | Unió Soviètica - Soiuz-U               | Unió Soviètica - Plesetsk Cosmodrome zona de llançament desconeguda | Unió Soviètica - Plesetsk Cosmodrome zona de llançament desconeguda | Unió Soviètica         | Unió Soviètica                                                                                      |
| 25 de juliol ?:??:??    | Unió Soviètica - Kosmos 1117 |                                        | Terrestre Baixa (62.8 graus d'inclinació)                           |                                                                     | Desconegut             | Reeixit                                                                                             |
| 25 de juliol ?:??:??    | Càrrega militar (6000 kg) |                                        |                                                                     |                                                                     |                        | |
| 27 de juliol ?:??:??    | Unió Soviètica - Soiuz-U | Unió Soviètica - Soiuz-U               | Unió Soviètica - Plesetsk Cosmodrome pad LC 43/4                    | Unió Soviètica - Plesetsk Cosmodrome pad LC 43/4                    | Unió Soviètica         | Unió Soviètica                                                                                      |
| 27 de juliol ?:??:??    | Unió Soviètica - Kosmos 1118 |                                        | Terrestre Baixa (81.3 graus d'inclinació)                           |                                                                     | Desconegut             | Reeixit                                                                                             |
| 27 de juliol ?:??:??    | Càrrega militar (5500 kg) |                                        |                                                                     |                                                                     |                        | |
| 28 de juliol ?:??:??    | Xina - Feng Bao 1 | Xina - Feng Bao 1                      | Xina - Jiquan Satellite Launch Center NLC                           | Xina - Jiquan Satellite Launch Center NLC                           | Xina                   | Xina                                                                                                |
| 28 de juliol ?:??:??    | Xina - Shi Jian 1 |                                        |                                                                     |                                                                     | 28 de juliol 1979      | Error de llançament per assolir l'òrbita després d'un malfuncionament en la 2a etapa                |
| 28 de juliol ?:??:??    | Càrrega civil (770 kg) |                                        |                                                                     |                                                                     |                        | |
| 31 de juliol ?:??:??    | Unió Soviètica - Molniya-M | Unió Soviètica - Molniya-M             | Unió Soviètica - Plesetsk Cosmodrome zona de llançament desconeguda | Unió Soviètica - Plesetsk Cosmodrome zona de llançament desconeguda | Unió Soviètica         | Unió Soviètica                                                                                      |
| 31 de juliol ?:??:??    | Unió Soviètica - Molniya 1-44 |                                        | òrbita altament el·líptica (64.2 graus d'inclinació)                |                                                                     | Desconegut             | Reeixit                                                                                             |
| 31 de juliol ?:??:??    | Càrrega civil (1600 kg) |                                        |                                                                     |                                                                     |                        | |
| 3 d'agost ?:??:??       | Unió Soviètica - Soiuz-U | Unió Soviètica - Soiuz-U               | Unió Soviètica - Plesetsk Cosmodrome zona de llançament desconeguda | Unió Soviètica - Plesetsk Cosmodrome zona de llançament desconeguda | Unió Soviètica         | Unió Soviètica                                                                                      |
| 3 d'agost ?:??:??       | Unió Soviètica - Kosmos 1119 |                                        | Terrestre Baixa (81.3 graus d'inclinació)                           |                                                                     | Desconegut             | Reeixit                                                                                             |
| 3 d'agost ?:??:??       | Càrrega militar (5500 kg) |                                        |                                                                     |                                                                     |                        | |
| 10 d'agost ?:??:??      | Estats Units - Delta 2914 | Estats Units - Delta 2914              | Estats Units - Cape Canaveral pad LC 17A                            | Estats Units - Cape Canaveral pad LC 17A                            | Estats Units           | Estats Units                                                                                        |
| 10 d'agost ?:??:??      | Estats Units - Westar 3 (Westar C) |                                        | GTO                                                                 |                                                                     | Desconegut             | Reeixit                                                                                             |
| 10 d'agost ?:??:??      | Càrrega comercial (574 kg) |                                        |                                                                     |                                                                     |                        | |
| 10 d'agost ?:??:??      | Índia - PSLV 3 | Índia - PSLV 3                         | Índia - Satish Dhawan Space Centre pad SLV3                         | Índia - Satish Dhawan Space Centre pad SLV3                         | Índia                  | Índia                                                                                               |
| 10 d'agost ?:??:??      | Índia - Rohini RS-1 |                                        |                                                                     |                                                                     | 10 d'agost 1979        | Es va fallar en assolir l'òrbita a causa d'un malfuncionament de control de vàlvules en la 2a etapa |
| 10 d'agost ?:??:??      | Càrrega civil (30 kg) |                                        |                                                                     |                                                                     |                        | |
| 11 d'agost ?:??:??      | Unió Soviètica - Soiuz-U | Unió Soviètica - Soiuz-U               | Unió Soviètica - Baikonur Cosmodrome zona de llançament desconeguda | Unió Soviètica - Baikonur Cosmodrome zona de llançament desconeguda | Unió Soviètica         | Unió Soviètica                                                                                      |
| 11 d'agost ?:??:??      | Unió Soviètica - Kosmos 1120 |                                        | Terrestre Baixa (70.4 graus d'inclinació)                           |                                                                     | Desconegut             | Reeixit                                                                                             |
| 11 d'agost ?:??:??      | Càrrega militar (5500 kg) |                                        |                                                                     |                                                                     |                        | |
| 14 d'agost ?:??:??      | Unió Soviètica - Soiuz-U | Unió Soviètica - Soiuz-U               | Unió Soviètica - Plesetsk Cosmodrome pad LC 43/3                    | Unió Soviètica - Plesetsk Cosmodrome pad LC 43/3                    | Unió Soviètica         | Unió Soviètica                                                                                      |
| 14 d'agost ?:??:??      | Unió Soviètica - Kosmos 1121 |                                        | Terrestre Baixa (67.2 graus d'inclinació)                           |                                                                     | Desconegut             | Reeixit                                                                                             |
| 14 d'agost ?:??:??      | Càrrega militar (6700 kg) |                                        |                                                                     |                                                                     |                        | |
| 17 d'agost ?:??:??      | Unió Soviètica - Soiuz-U | Unió Soviètica - Soiuz-U               | Unió Soviètica - Plesetsk Cosmodrome pad LC 43/4                    | Unió Soviètica - Plesetsk Cosmodrome pad LC 43/4                    | Unió Soviètica         | Unió Soviètica                                                                                      |
| 17 d'agost ?:??:??      | Unió Soviètica - Kosmos 1122 |                                        | Terrestre Baixa (81.3 graus d'inclinació)                           |                                                                     | Desconegut             | Reeixit                                                                                             |
| 17 d'agost ?:??:??      | Càrrega militar (5500 kg) |                                        |                                                                     |                                                                     |                        | |
| 21 d'agost ?:??:??      | Unió Soviètica - Soiuz-U | Unió Soviètica - Soiuz-U               | Unió Soviètica - Plesetsk Cosmodrome pad LC 41/1                    | Unió Soviètica - Plesetsk Cosmodrome pad LC 41/1                    | Unió Soviètica         | Unió Soviètica                                                                                      |
| 21 d'agost ?:??:??      | Unió Soviètica - Kosmos 1123 |                                        | Terrestre Baixa (81.3 graus d'inclinació)                           |                                                                     | Desconegut             | Reeixit                                                                                             |
| 21 d'agost ?:??:??      | Càrrega militar (5500 kg) |                                        |                                                                     |                                                                     |                        | |
| 28 d'agost ?:??:??      | Unió Soviètica - Molniya-M | Unió Soviètica - Molniya-M             | Unió Soviètica - Plesetsk Cosmodrome pad LC 43                      | Unió Soviètica - Plesetsk Cosmodrome pad LC 43                      | Unió Soviètica         | Unió Soviètica                                                                                      |
| 28 d'agost ?:??:??      | Unió Soviètica - Kosmos 1124 |                                        | òrbita altament el·líptica (68 graus d'inclinació)                  |                                                                     | Desconegut             | Llançament amb èxit. El satèl·lit va explotar el 9 de setembre de 1979 en 8 peces.                  |
| 28 d'agost ?:??:??      | Càrrega militar (1250 kg) |                                        |                                                                     |                                                                     |                        | |
| 28 d'agost ?:??:??      | Unió Soviètica - Kosmos-3M | Unió Soviètica - Kosmos-3M             | Unió Soviètica - Plesetsk Cosmodrome zona de llançament desconeguda | Unió Soviètica - Plesetsk Cosmodrome zona de llançament desconeguda | Unió Soviètica         | Unió Soviètica                                                                                      |
| 28 d'agost ?:??:??      | Unió Soviètica - Kosmos 1125 |                                        | Terrestre Baixa (74.0 graus d'inclinació)                           |                                                                     | Desconegut             | Reeixit                                                                                             |
| 28 d'agost ?:??:??      | Càrrega militar (875 kg) |                                        |                                                                     |                                                                     |                        | |
| 31 d'agost ?:??:??      | Unió Soviètica - Soiuz-U | Unió Soviètica - Soiuz-U               | Unió Soviètica - Plesetsk Cosmodrome zona de llançament desconeguda | Unió Soviètica - Plesetsk Cosmodrome zona de llançament desconeguda | Unió Soviètica         | Unió Soviètica                                                                                      |
| 31 d'agost ?:??:??      | Unió Soviètica - Kosmos 1126 |                                        | Terrestre Baixa (72.8 graus d'inclinació)                           |                                                                     | Desconegut             | Reeixit                                                                                             |
| 31 d'agost ?:??:??      | Càrrega militar (6000 kg) |                                        |                                                                     |                                                                     |                        | |
| 5 de setembre ?:??:??   | Unió Soviètica - Soiuz-U | Unió Soviètica - Soiuz-U               | Unió Soviètica - Plesetsk Cosmodrome zona de llançament desconeguda | Unió Soviètica - Plesetsk Cosmodrome zona de llançament desconeguda | Unió Soviètica         | Unió Soviètica                                                                                      |
| 5 de setembre ?:??:??   | Unió Soviètica - Kosmos 1127 |                                        | Terrestre Baixa (81.3 graus d'inclinació)                           |                                                                     | Desconegut             | Reeixit                                                                                             |
| 5 de setembre ?:??:??   | Càrrega militar (6000 kg) |                                        |                                                                     |                                                                     |                        | |
| 14 de setembre ?:??:??  | Unió Soviètica - Soiuz-U | Unió Soviètica - Soiuz-U               | Unió Soviètica - Plesetsk Cosmodrome zona de llançament desconeguda | Unió Soviètica - Plesetsk Cosmodrome zona de llançament desconeguda | Unió Soviètica         | Unió Soviètica                                                                                      |
| 14 de setembre ?:??:??  | Unió Soviètica - Kosmos 1128 |                                        | Terrestre Baixa (62.8 graus d'inclinació)                           |                                                                     | Desconegut             | Reeixit                                                                                             |
| 14 de setembre ?:??:??  | Càrrega militar (6000 kg) |                                        |                                                                     |                                                                     |                        | |
| 20 de setembre ?:??:??  | Estats Units - Atlas SLV 3D | Estats Units - Atlas SLV 3D            | Estats Units - Cape Canaveral pad LC 36B                            | Estats Units - Cape Canaveral pad LC 36B                            | Estats Units           | Estats Units                                                                                        |
| 20 de setembre ?:??:??  | Estats Units - HEAO 3 (HEAO C) |                                        | Terrestre Baixa (43.6 graus d'inclinació)                           |                                                                     | Desconegut             | Reeixit                                                                                             |
| 20 de setembre ?:??:??  | Càrrega civil (3150 kg) |                                        |                                                                     |                                                                     |                        | |
| 25 de setembre ?:??:??  | Unió Soviètica - Soiuz-U | Unió Soviètica - Soiuz-U               | Unió Soviètica - Plesetsk Cosmodrome pad LC 41/1                    | Unió Soviètica - Plesetsk Cosmodrome pad LC 41/1                    | Unió Soviètica         | Unió Soviètica                                                                                      |
| 25 de setembre ?:??:??  | Unió Soviètica - Kosmos 1129 |                                        | Terrestre Baixa (62.8 graus d'inclinació)                           |                                                                     | Desconegut             | Reeixit                                                                                             |
| 25 de setembre ?:??:??  | Càrrega militar (6000 kg) |                                        |                                                                     |                                                                     |                        | |
| 25 de setembre ?:??:??  | Unió Soviètica - Kosmos-3M | Unió Soviètica - Kosmos-3M             | Unió Soviètica - Plesetsk Cosmodrome zona de llançament desconeguda | Unió Soviètica - Plesetsk Cosmodrome zona de llançament desconeguda | Unió Soviètica         | Unió Soviètica                                                                                      |
| 25 de setembre ?:??:??  | Unió Soviètica - Kosmos 1130–1137 |                                        | Terrestre Baixa (74.0 graus d'inclinació)                           |                                                                     | Desconegut             | Reeixit                                                                                             |
| 25 de setembre ?:??:??  | Càrrega militar (8x61 kg) |                                        |                                                                     |                                                                     |                        | |
| 28 de setembre ?:??:??  | Unió Soviètica - Soiuz-U | Unió Soviètica - Soiuz-U               | Unió Soviètica - Plesetsk Cosmodrome zona de llançament desconeguda | Unió Soviètica - Plesetsk Cosmodrome zona de llançament desconeguda | Unió Soviètica         | Unió Soviètica                                                                                      |
| 28 de setembre ?:??:??  | Unió Soviètica - Kosmos 1138 |                                        | Terrestre Baixa (72.8 graus d'inclinació)                           |                                                                     | Desconegut             | Reeixit                                                                                             |
| 28 de setembre ?:??:??  | Càrrega militar (6000 kg) |                                        |                                                                     |                                                                     |                        | |
| 1 d'octubre ?:??:??     | Estats Units - Titan 3C/Transtage | Estats Units - Titan 3C/Transtage      | Estats Units - Cape Canaveral pad LC 40                             | Estats Units - Cape Canaveral pad LC 40                             | Estats Units           | Estats Units                                                                                        |
| 1 d'octubre ?:??:??     | Estats Units - Unknown |                                        | Desconegut                                                          |                                                                     | Desconegut             | Reeixit                                                                                             |
| 1 d'octubre ?:??:??     | Càrrega militar (820 kg) |                                        |                                                                     |                                                                     |                        | |
| 3 d'octubre ?:??:??     | Unió Soviètica - Proton-K/DM | Unió Soviètica - Proton-K/DM           | Unió Soviètica - Baikonur Cosmodrome, pad LC 200P (pad 40)          | Unió Soviètica - Baikonur Cosmodrome, pad LC 200P (pad 40)          | Unió Soviètica         | Unió Soviètica                                                                                      |
| 3 d'octubre ?:??:??     | Unió Soviètica - Ekran 4 |                                        | GEO                                                                 |                                                                     | Desconegut             | Reeixit                                                                                             |
| 3 d'octubre ?:??:??     | Càrrega civil (1970 kg) |                                        |                                                                     |                                                                     |                        | |
| 5 d'octubre ?:??:??     | Unió Soviètica - Soiuz-U | Unió Soviètica - Soiuz-U               | Unió Soviètica - Plesetsk Cosmodrome zona de llançament desconeguda | Unió Soviètica - Plesetsk Cosmodrome zona de llançament desconeguda | Unió Soviètica         | Unió Soviètica                                                                                      |
| 5 d'octubre ?:??:??     | Unió Soviètica - Kosmos 1139 |                                        | Terrestre Baixa (72.9 graus d'inclinació)                           |                                                                     | Desconegut             | Reeixit                                                                                             |
| 5 d'octubre ?:??:??     | Càrrega militar (5500 kg) |                                        |                                                                     |                                                                     |                        | |
| 11 d'octubre ?:??:??    | Unió Soviètica - Kosmos-3M | Unió Soviètica - Kosmos-3M             | Unió Soviètica - Plesetsk Cosmodrome zona de llançament desconeguda | Unió Soviètica - Plesetsk Cosmodrome zona de llançament desconeguda | Unió Soviètica         | Unió Soviètica                                                                                      |
| 11 d'octubre ?:??:??    | Unió Soviètica - Kosmos 1140 |                                        | Terrestre Baixa (74.1 graus d'inclinació)                           |                                                                     | Desconegut             | Reeixit                                                                                             |
| 11 d'octubre ?:??:??    | Càrrega militar (875 kg) |                                        |                                                                     |                                                                     |                        | |
| 12 d'octubre ?:??:??    | Unió Soviètica - Soiuz-U | Unió Soviètica - Soiuz-U               | Unió Soviètica - Plesetsk Cosmodrome pad LC 43                      | Unió Soviètica - Plesetsk Cosmodrome pad LC 43                      | Unió Soviètica         | Unió Soviètica                                                                                      |
| 12 d'octubre ?:??:??    | Unió Soviètica - Kosmos, no es va designar un número |                                        |                                                                     |                                                                     | 12 d'octubre 1979      | Es va fallar en assolir l'òrbita                                                                    |
| 16 d'octubre ?:??:??    | Unió Soviètica - Kosmos-3M | Unió Soviètica - Kosmos-3M             | Unió Soviètica - Plesetsk Cosmodrome zona de llançament desconeguda | Unió Soviètica - Plesetsk Cosmodrome zona de llançament desconeguda | Unió Soviètica         | Unió Soviètica                                                                                      |
| 16 d'octubre ?:??:??    | Unió Soviètica - Kosmos 1141 |                                        | Terrestre Baixa (83.0 graus d'inclinació)                           |                                                                     | Desconegut             | Reeixit                                                                                             |
| 16 d'octubre ?:??:??    | Càrrega militar (810 kg) |                                        |                                                                     |                                                                     |                        | |
| 20 d'octubre ?:??:??    | Unió Soviètica - Molniya-M | Unió Soviètica - Molniya-M             | Unió Soviètica - Plesetsk Cosmodrome zona de llançament desconeguda | Unió Soviètica - Plesetsk Cosmodrome zona de llançament desconeguda | Unió Soviètica         | Unió Soviètica                                                                                      |
| 20 d'octubre ?:??:??    | Unió Soviètica - Molniya 1-45 |                                        | òrbita altament el·líptica (64.7 graus d'inclinació)                |                                                                     | Desconegut             | Reeixit                                                                                             |
| 20 d'octubre ?:??:??    | Càrrega civil (1600 kg) |                                        |                                                                     |                                                                     |                        | |
| 22 d'octubre ?:??:??    | Unió Soviètica - Soiuz-U | Unió Soviètica - Soiuz-U               | Unió Soviètica - Plesetsk Cosmodrome zona de llançament desconeguda | Unió Soviètica - Plesetsk Cosmodrome zona de llançament desconeguda | Unió Soviètica         | Unió Soviètica                                                                                      |
| 22 d'octubre ?:??:??    | Unió Soviètica - Kosmos 1142 |                                        | Terrestre Baixa (72.9 graus d'inclinació)                           |                                                                     | Desconegut             | Reeixit                                                                                             |
| 22 d'octubre ?:??:??    | Càrrega militar (6000 kg) |                                        |                                                                     |                                                                     |                        | |
| 26 d'octubre ?:??:??    | Unió Soviètica - Vostok-M | Unió Soviètica - Vostok-M              | Unió Soviètica - Plesetsk Cosmodrome zona de llançament desconeguda | Unió Soviètica - Plesetsk Cosmodrome zona de llançament desconeguda | Unió Soviètica         | Unió Soviètica                                                                                      |
| 26 d'octubre ?:??:??    | Unió Soviètica - Kosmos 1143 |                                        | Terrestre Baixa (81.2 graus d'inclinació)                           |                                                                     | Desconegut             | Reeixit                                                                                             |
| 26 d'octubre ?:??:??    | Càrrega militar (2500 kg) |                                        |                                                                     |                                                                     |                        | |
| 30 d'octubre ?:??:??    | Estats Units - Scout G-1 S203C | Estats Units - Scout G-1 S203C         | Estats Units - Vandenberg pad SLC-5                                 | Estats Units - Vandenberg pad SLC-5                                 | Estats Units           | Estats Units                                                                                        |
| 30 d'octubre ?:??:??    | Estats Units - Magsat |                                        | Terrestre Baixa (96.8 graus d'inclinació)                           |                                                                     | 11 de juny 1980        | Reeixit                                                                                             |
| 30 d'octubre ?:??:??    | Càrrega civil (181 kg) |                                        |                                                                     |                                                                     |                        | |
| 31 d'octubre ?:??:??    | Unió Soviètica - Vostok-M | Unió Soviètica - Vostok-M              | Unió Soviètica - Plesetsk Cosmodrome zona de llançament desconeguda | Unió Soviètica - Plesetsk Cosmodrome zona de llançament desconeguda | Unió Soviètica         | Unió Soviètica                                                                                      |
| 31 d'octubre ?:??:??    | Unió Soviètica - Meteor 2-5 |                                        | Terrestre Baixa (81.2 graus d'inclinació)                           |                                                                     | Desconegut             | Reeixit                                                                                             |
| 31 d'octubre ?:??:??    | Càrrega civil (1300 kg) |                                        |                                                                     |                                                                     |                        | |
| 1 de novembre ?:??:??   | Unió Soviètica - Kosmos-3M | Unió Soviètica - Kosmos-3M             | Unió Soviètica - Plesetsk Cosmodrome pad LC 132/2                   | Unió Soviètica - Plesetsk Cosmodrome pad LC 132/2                   | Unió Soviètica         | Unió Soviètica                                                                                      |
| 1 de novembre ?:??:??   | Unió Soviètica - Interkosmos 20 |                                        | Terrestre Baixa (74.0 graus d'inclinació)                           |                                                                     | Desconegut             | Reeixit                                                                                             |
| 1 de novembre ?:??:??   | Càrrega civil (1100 kg) |                                        |                                                                     |                                                                     |                        | |
| 2 de novembre ?:??:??   | Unió Soviètica - Soiuz-U | Unió Soviètica - Soiuz-U               | Unió Soviètica - Plesetsk Cosmodrome pad LC 43/3                    | Unió Soviètica - Plesetsk Cosmodrome pad LC 43/3                    | Unió Soviètica         | Unió Soviètica                                                                                      |
| 2 de novembre ?:??:??   | Unió Soviètica - Kosmos 1144 |                                        | Terrestre Baixa (67.1 graus d'inclinació)                           |                                                                     | Desconegut             | Reeixit                                                                                             |
| 2 de novembre ?:??:??   | Càrrega militar (6700 kg) |                                        |                                                                     |                                                                     |                        | |
| 21 de novembre ?:??:??  | Estats Units - Titan 3C/Transtage | Estats Units - Titan 3C/Transtage      | Estats Units - Cape Canaveral pad LC 40                             | Estats Units - Cape Canaveral pad LC 40                             | Estats Units           | Estats Units                                                                                        |
| 21 de novembre ?:??:??  | Estats Units - DSCS 2 13, DSCS 2 14 |                                        | GEO                                                                 |                                                                     | Desconegut             | Reeixit                                                                                             |
| 21 de novembre ?:??:??  | Càrrega militar (2x612 kg) |                                        |                                                                     |                                                                     |                        | |
| 27 de novembre ?:??:??  | Unió Soviètica - Vostok-M | Unió Soviètica - Vostok-M              | Unió Soviètica - Plesetsk Cosmodrome zona de llançament desconeguda | Unió Soviètica - Plesetsk Cosmodrome zona de llançament desconeguda | Unió Soviètica         | Unió Soviètica                                                                                      |
| 27 de novembre ?:??:??  | Unió Soviètica - Kosmos 1145 |                                        | Terrestre Baixa (81.2 graus d'inclinació)                           |                                                                     | Desconegut             | Reeixit                                                                                             |
| 27 de novembre ?:??:??  | Càrrega militar (2500 kg) |                                        |                                                                     |                                                                     |                        | |
| 5 de desembre ?:??:??   | Unió Soviètica - Kosmos-3M | Unió Soviètica - Kosmos-3M             | Unió Soviètica - Plesetsk Cosmodrome zona de llançament desconeguda | Unió Soviètica - Plesetsk Cosmodrome zona de llançament desconeguda | Unió Soviètica         | Unió Soviètica                                                                                      |
| 5 de desembre ?:??:??   | Unió Soviètica - Kosmos 1146 |                                        | Terrestre Baixa (65.9 graus d'inclinació)                           |                                                                     | Desconegut             | Reeixit                                                                                             |
| 5 de desembre ?:??:??   | Càrrega militar (1000 kg) |                                        |                                                                     |                                                                     |                        | |
| 7 de desembre ?:??:??   | Estats Units - Delta 3914 | Estats Units - Delta 3914              | Estats Units - Cape Canaveral pad LC 17A                            | Estats Units - Cape Canaveral pad LC 17A                            | Estats Units           | Estats Units                                                                                        |
| 7 de desembre ?:??:??   | Estats Units - Satcom 3 (Satcom C) |                                        | GTO                                                                 |                                                                     | Desconegut             | Va fallar el satèl·lit mentre que era en GTO, va ser destruït                                       |
| 7 de desembre ?:??:??   | Càrrega comercial (895 kg) |                                        |                                                                     |                                                                     |                        | |
| 12 de desembre ?:??:??  | Unió Soviètica - Soiuz-U | Unió Soviètica - Soiuz-U               | Unió Soviètica - Plesetsk Cosmodrome zona de llançament desconeguda | Unió Soviètica - Plesetsk Cosmodrome zona de llançament desconeguda | Unió Soviètica         | Unió Soviètica                                                                                      |
| 12 de desembre ?:??:??  | Unió Soviètica - Kosmos 1147 |                                        | Terrestre Baixa (72.9 graus d'inclinació)                           |                                                                     | Desconegut             | Reeixit                                                                                             |
| 12 de desembre ?:??:??  | Càrrega militar (6000 kg) |                                        |                                                                     |                                                                     |                        | |
| 16 de desembre 12:30:00 | Unió Soviètica - Soiuz-U | Unió Soviètica - Soiuz-U               | Unió Soviètica - Baikonur Cosmodrome zona de llançament desconeguda | Unió Soviètica - Baikonur Cosmodrome zona de llançament desconeguda | Unió Soviètica         | Unió Soviètica                                                                                      |
| 16 de desembre 12:30:00 | Unió Soviètica - Soiuz T-1 |                                        | òrbita del Salyut 6 (51.6 graus d'inclinació)                       |                                                                     | 21:47, 25 de març 1980 | Reeixit                                                                                             |
| 16 de desembre 12:30:00 | Es va completar la missió d'impulsar l'òrbita del Salyut 6 |                                        |                                                                     |                                                                     |                        | |
| 24 de desembre 17:14:38 | Europa - Ariane 1 | Europa - Ariane 1                      | Europa - Kourou ELA-1                                               | Europa - Kourou ELA-1                                               | Europa - ESA           | Europa - ESA                                                                                        |
| 24 de desembre 17:14:38 | Europa - CAT-1 | ESA                                    | Terrestre Baixa                                                     | Tecnologia                                                          | 27 de novembre 1989    | Reeixit                                                                                             |
| 24 de desembre 17:14:38 | Vol inaugural de l'Ariane 1, i la família Ariane |                                        |                                                                     |                                                                     |                        | |
| 28 de desembre ?:??:??  | Unió Soviètica - Proton-K/DM | Unió Soviètica - Proton-K/DM           | Unió Soviètica - Baikonur Cosmodrome, pad LC 200P (pad 40)          | Unió Soviètica - Baikonur Cosmodrome, pad LC 200P (pad 40)          | Unió Soviètica         | Unió Soviètica                                                                                      |
| 28 de desembre ?:??:??  | Unió Soviètica - Gorizont 3 |                                        | GEO                                                                 |                                                                     | Desconegut             | Reeixit                                                                                             |
| 28 de desembre ?:??:??  | Càrrega civil (2120 kg) |                                        |                                                                     |                                                                     |                        | |
| 28 de desembre ?:??:??  | Unió Soviètica - Soiuz-U | Unió Soviètica - Soiuz-U               | Unió Soviètica - Plesetsk Cosmodrome zona de llançament desconeguda | Unió Soviètica - Plesetsk Cosmodrome zona de llançament desconeguda | Unió Soviètica         | Unió Soviètica                                                                                      |
| 28 de desembre ?:??:??  | Unió Soviètica - Kosmos 1148 |                                        | Terrestre Baixa (67.1 graus d'inclinació)                           |                                                                     | Desconegut             | Reeixit                                                                                             |
| 28 de desembre ?:??:??  | Càrrega militar (6000 kg) |                                        |                                                                     |                                                                     |                        | |

## Encontres espacials
| Data (GMT)    | Nau espacial | Esdeveniment        | Comentaris                   |
| ------------- | ------------ | ------------------- | ---------------------------- |
| 5 de març     | Voyager 1    | Sobrevol de Júpiter | apropament màxim: 280.000 km |
| 9 de juliol   | Voyager 2    | Sobrevol de Júpiter | apropament màxim: 645.000 km |
| 1 de setembre | Pioneer 11   | Sobrevol de Saturn  | apropament màxim: 42.960 km  |

## EVAs
| Inici Data/Hora  | Duració          | Hora Fi | Nau espacial  | Tripulació                                                         | Comentaris |
| ---------------- | ---------------- | ------- | ------------- | ------------------------------------------------------------------ | --- |
| 15 d'agost 14:16 | 1 hora 23 minuts | 15:39   | Salyut 6 PE-3 | Unió Soviètica - Valeri Riumin · Unió Soviètica - Vladímir Liàkhov | Es va treure l'antena de KRT-10 que va fallar en separar-se del Salyut i havia embrutat l'objectiu d'acoblament del port de popa. Després de l'eliminació de l'antena, en Riumin va obtenir mostres recollides de danys en el tancament i un detector de micrometeroides recuperats. |